# Huron, South Dakota
Huron är administrativ huvudort i Beadle County i South Dakota. Orten har fått sitt namn efter huronerna. Enligt 2010 års folkräkning hade Huron 12 592 invånare.

## Kända personer från Huron
- Muriel Humphrey, politiker
- Cheryl Ladd, skådespelare
- Gladys Pyle, politiker
- Mike Rounds, politiker